# Moviment La Nostra Pàtria
El Moviment La Nostra Pàtria (en hongarès: Mi Hazánk Mozgalom, MHM) és un partit polític d'extrema dreta hongarès. Va ser fundat al 2018 per l'alcalde d'Ásotthalom i exvicepresident de Jobbik, László Toroczkai, juntament amb altres dissidents que van abandonar l'organització després que la direcció del partit s'allunyés dels seus inicis radicals.
El partit es va presentar per primera vegada a les eleccions al Parlament Europeu del 2019, però no va guanyar cap escó. No obstant això, a les eleccions parlamentàries de 2022, es va convertir en el tercer partit més important del país amb un resultat de gairebé el 6%, superant el llindar necessari.

## Ideologia
Tot i que el partit s'identifica com a tercera via, oposant-se a les polítiques tant de l'oposició d'esquerres com del partit de govern de dreta Fidesz, el Moviment i la seva ideologia han estat descrites de manera variada pels mitjans de comunicació com a nacionalistes, populistes de dreta, ultradreta, dreta radical extremista i fins i tot com a neofeixista pel Centre Europeu de Drets dels Gitanos.
El partit, com és habitual en aquest espectre, té opinions anti-immigració, anti-LGBT, antiislam, antimaçoneria i prorusses, i, a més, va ser acusat d'antigitanisme i antisemitisme. Manté posicions conservadores nacionals i socials, tradicionalistes, euroescèptiques, irredemptistes (Gran Hongria), anticomunistes i es va posicionar com a agrarista.
Enmig de la pandèmia de la COVID-19, el partit ha protestat contra les mesures de confinament establertes pel govern, acusant-los "d'incitar el pànic" i arruïnar el país. El partit també promou l'antivacunació, després d'haver llançat una petició contra l'ús de vacunes contra la COVID en nens d'entre 12 i 15 anys.
Durant la invasió russa d'Ucraïna, el partit es va referir a Ucraïna com un "país hostil" i li va demanar que renunciés al territori reclamat per Rússia "per la pau". No van donar suport a les sancions contra Rússia i van votar en contra de l'adhesió de Finlàndia a l'OTAN. El 27 de gener de 2024, Toroczkai va dir en una conferència que el partit reclamaria Transcarpàcia si la guerra feia que Ucraïna perdés la seva condició d'estat.

## Resultats electorals

### Eleccions legislatives
| Any  | Líder            | Circumscripció | Circumscripció | Llista de partit | Llista de partit | Escons  | +/– | Govern   |
| Any  | Líder            | Vots           | %              | Vots             | %                | Escons  | +/– | Govern   |
| ---- | ---------------- | -------------- | -------------- | ---------------- | ---------------- | ------- | --- | -------- |
| 2022 | László Toroczkai | 307,064        | 5.71% (#3)     | 332,487          | 5.88% (#3)       | 6 / 199 | Nou | Oposició |

### Eleccions europees
| Any  | Líder            | Vots    | %          | Escons | +/- | Grup |
| ---- | ---------------- | ------- | ---------- | ------ | --- | ---- |
| 2019 | László Toroczkai | 114,156 | 3.29% (6è) | 0 / 21 | Nou | -    |
| 2024 | László Toroczkai | 306,404 | 6.71 (4t)  | 1 / 21 | 1   | ESN  |